# Блан (Тарн)
Блан (фр. Blan) насеље је и општина у јужној Француској у региону Миди Пирене, у департману Тарн која припада префектури Кастр.
По подацима из 2011. године у општини је живело 1.126 становника, а густина насељености је износила 84,66 становника/km². Општина се простире на површини од 13,3 km². Налази се на средњој надморској висини од 195 метара (максималној 232 m, а минималној 175 m).

## Демографија
| 1962. | 1968. | 1975. | 1982. | 1990. | 1999. | 2011. |
| ----- | ----- | ----- | ----- | ----- | ----- | ----- |
| 414   | 434   | 515   | 608   | 737   | 749   | 1.126 |

График промене броја становника у току последњих година